# Triplet pitagoreic

Teorema lui Pitagora: a^{2} + b^{2} = c^{2}

Animație ce demonstrează cel mai simplu caz de triplet pitagoreic: 3^{2} + 4^{2} = 5^{2}.

Un triplet pitagoreic este format din trei numere naturale nenule a, b și c, cu proprietatea că a2 + b2 = c2. Acest triplet este de obicei notat (a, b, c), iar printre exemplele cele mai întâlnite se numără tripletul (3, 4, 5).  Dacă (a, b, c) este un triplet pitagoreic, atunci (ka, kb, kc) este tot un triplet pitagoreic pentru oricare număr întreg pozitiv k. Un triplet pitagoreic primitiv este un triplet format din a, b și c astfel încât numerele să fie prime între ele. 
Numele este derivat din denumirea teoremei lui Pitagora; astfel, tripletele pitagoreice descriu trei laturi de lungime numere naturale ale unui triunghi dreptunghic.

## Forma generală
Forma generală a unui triplet pitagoreic este dată de relațiile: {\displaystyle a=m(u^{2}-v^{2}),\quad b=2muv,\quad c=m(u^{2}+v^{2})} (sau eventual cu {\displaystyle a} și {\displaystyle b} interschimbate), unde {\displaystyle u} și {\displaystyle v} sunt numere întregi pozitive, coprime, de parități diferite, cu {\displaystyle u>v,} iar {\displaystyle m} este un număr întreg pozitiv.
Acest rezultat se poate folosi și pentru rezolvarea unor ecuații diofantice.

### Exemplu
Ecuația pitagoreică „negativă”: {\displaystyle x^{-2}+y^{-2}=z^{-2}}.
Se prelucrează ecuația 
{\displaystyle {\frac {1}{x^{2}}}+{\frac {1}{y^{2}}}={\frac {1}{z^{2}}}}
{\displaystyle {\frac {x^{2}+y^{2}}{x^{2}y^{2}}}={\frac {1}{z^{2}}},}
{\displaystyle x^{2}+y^{2}=({\frac {xy}{z}})^{2}.}
Dacă {\displaystyle (x,y,z)}  este soluție a ecuației, atunci {\displaystyle z|xy} și {\displaystyle x^{2}+y^{2}} este pătrat perfect.
Notând m {\displaystyle x^{2}+y^{2}=t^{2},\quad t\in \mathbb {N} ^{*}} rămâne de rezolvat ecuația
{\displaystyle t={\frac {xy}{z}}}
Fie {\displaystyle d=(x,y,t)} de unde rezultă {\displaystyle x=ad,\quad y=bd,\quad t=cd,} unde {\displaystyle a,b,c\in \mathbb {Z} _{+}} cu {\displaystyle (a,b,c)=1}.
Ecuația  va fi echivalentă cu
{\displaystyle z={\frac {abd}{c}}}
Din notarea ecuației cu {\displaystyle t} se obține
{\displaystyle a^{2}+b^{2}=c^{2}}
Din {\displaystyle z={\frac {abd}{c}}} și {\displaystyle z} număr natural rezultă că {\displaystyle c|d} adică {\displaystyle d=kc,k\in \mathbb {N} }.
Prin urmare
{\displaystyle x=ad=kac,\quad y=bd=kbc,\quad t=cd=kc^{2},\quad z=kab}
Ecuația {\displaystyle a^{2}+b^{2}=c^{2}} are soluțiile
{\displaystyle a=m^{2}-n^{2},\quad b=2mn,\quad c=m^{2}+n^{2}.}
Soluțiile ecuației date sunt:
{\displaystyle x=k(m^{4}-n^{4}),\quad y=2kmn(m^{2}+n^{2}),\quad z=2kmn(m^{2}-n^{2}),}
cu  {\displaystyle k,m,n\in \mathbb {Z} _{+}} și {\displaystyle m>n}. 